# Ley de Respeto a los Héroes Caídos de América
La Ley de Respeto a los Héroes Caídos de América (en inglés, Respect for America's Fallen Heroes Act) es una ley de Estados Unidos  promulgada el 29 de mayo de 2006 que prohíbe las protestas a menos de 90 metros (300 pies) de la entrada de un cementerio nacional gestionado por la Administración Nacional de Cementerios (una división del Departamento de Asuntos de Veteranos) desde 60 minutos antes hasta 60 minutos después de un funeral. Quebrantar esta ley está penado con hasta 100.000 US$ en multas y hasta un año de prisión.
La ley fue promovida por Mike Rogers, congresista republicano por Míchigan. Fue introducida en gran medida para combatir la campaña iniciada por Fred Phelps de la Iglesia Bautista de Westboro, de Topeka, Kansas. Phelps y sus seguidores irrumpían habitualmente en funerales de militares estadounidenses que fallecieron en la Guerra de Irak, aduciendo que las muertes en guerras eran «un castigo divino por la tolerancia de la sociedad hacia la homosexualidad». A pesar de que las protestas están protegidas por la Primera Enmienda, incitar al odio no lo está.
La ley fue aprobada por el Congreso por una aplastante mayoría de 408 votos a favor y 3 en contra. Ron Paul (congresista republicano por Texas), David Wu (demócrata por Oregón) y Barney Frank (demócrata por Massachusetts) votaron contra la ley, al entender que iba contra las libertades civiles otorgadas en la Constitución. Veintiún miembros de la Cámara de Representantes no votaron. Barney Frank dijo sobre la votación "Sé que es muy probable que sea encontrada inconstitucional. Es cierto que cuando se defienden las libertades civiles normalmente se defiende a personas que hacen cosas detestables... Les sigues la corriente si dejas que te provoquen. No quiero que esos malhechores digan que América es hipócrita".
La Unión Estadounidense por las Libertades Civiles (ACLU, por su nombre en inglés) se opuso a la ley, afirmando que era inconstitucional y que no se sostendría en los tribunales. Sobre una prohibición similar en Kentucky dijeron, "La demanda de ACLU reconoce que Kentucky tiene un interés especial en mostrar respeto y compasión por los fallecidos y sus familias, pero defiende que ciertas secciones de estas leyes van demasiado lejos prohibiendo protestas pacíficas".
El Senado aprobó el proyecto de ley por unanimidad. Fue firmada por el presidente George W. Bush el 29 de mayo de 2006.